# ادزپرانتو
ادزپرانتو (به اسپرانتو: Edzperanto) در فرهنگ اسپرانتو به معنی ازدواج اسپرانتیست ها با یکدیگر می‌باشد. این واژه، مرکب از واژه های ازدواج (به اسپرانتو: edzi) و میانجی گر (به اسپرانتو: peranto) می باشد و شبیه به واژه اسپرانتو نیز می‌باشد. نخستین بار ادزپرانتو توسط نویسنده شهیر اسپرانتیست ریموند شوارتز (در قالب یک شعر) در دهه سی میلادی مطرح شد و پس از آن بود که این واژه به بخشی از فرهنگ جهانی اسپرانتو تبدیل شد. 